# Portret czworga dzieci artysty
Portret czworga dzieci artysty – obraz olejny na desce autorstwa Jana Matejki z 1879 roku, znajdujący się w zbiorach Lwowskiej Galerii Sztuki.
Portret zbiorowy przedstawiający dzieci Jana Matejki powstał w 1879 roku. Utrzymany jest w stylu historyzującym. Prawdopodobnie obraz powstał w majątku w Krzesławicach, który Matejkowie zakupili w 1876 roku. Przedstawione dzieci Matejków to, patrząc od lewej: Jerzy (1873–1927), Tadeusz (1865–1911), Helena (1867–1932) oraz Beata (1869–1926). Na okrytym obrusem stole stoi wazon z kwiatami oraz leży paleta z pędzlami. W tle wisi kurtyna. Po lewej stronie znajduje się okno z widokiem na park. Na aksamitnej poduszce, przed Jerzym leży pies.
Lwowska Galeria Sztuki zakupiła w latach 1908–1912 obrazy po sekretarzu Matejki, Marianie Gorzkowskim, od właścicieli prywatnych i od rodziny malarza, m.in. Portret dzieci artysty.